# Revista pornográfica

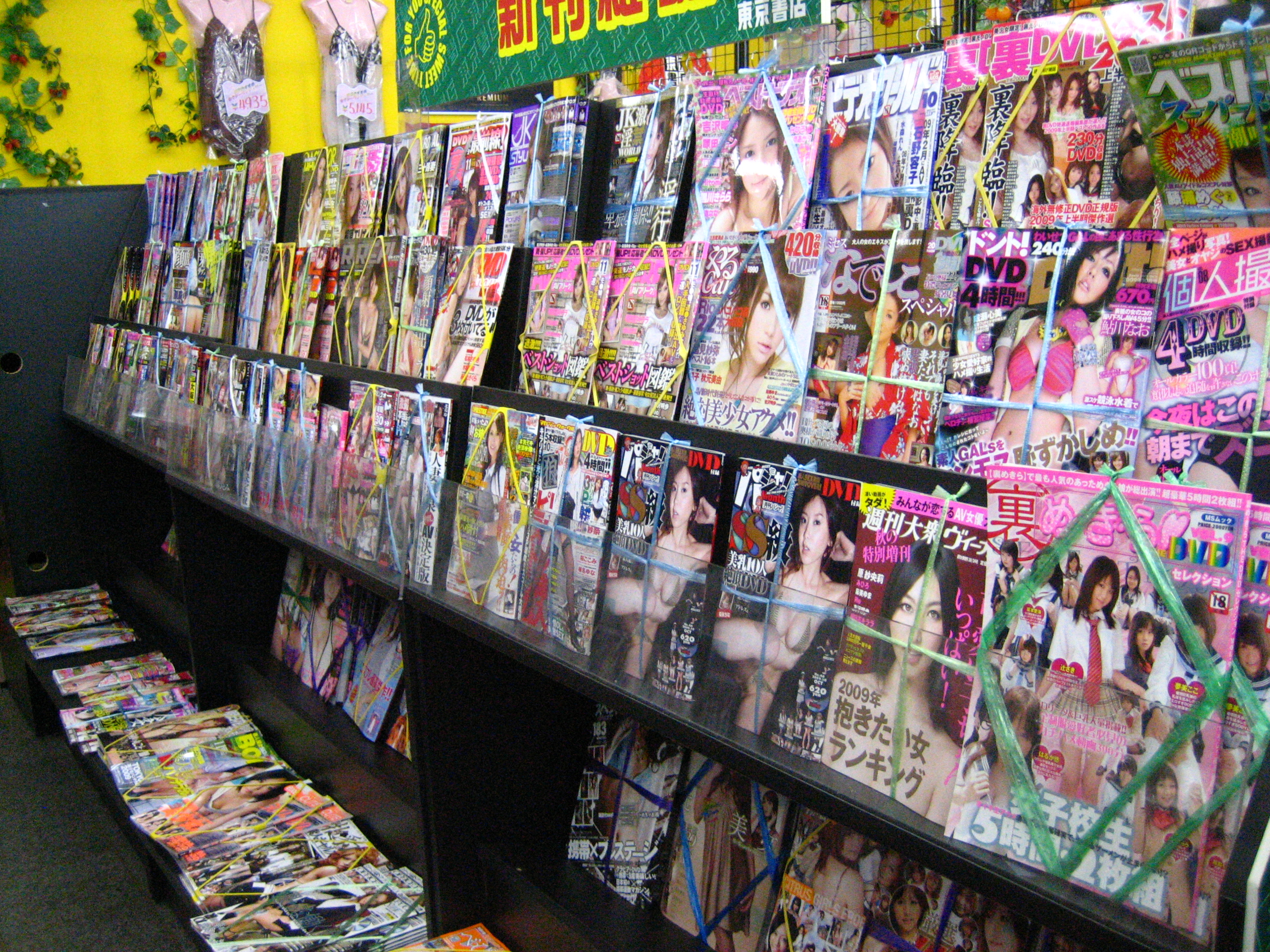
Revistas pornográficas japonesas

Las revistas pornográficas, también llamadas revistas para adultos o revistas sexuales, son revistas que albergan contenido de naturaleza sexual, típicamente dentro del ámbito de la pornografía. Este tipo de publicaciones proporciona fotografías u otro tipo de ilustraciones de desnudos y actividades sexuales, habitualmente presentando individuos atractivos, tanto de género femenino como masculino. El principal objetivo de estas revistas es la de servir como estimulación sexual a través de las emociones y el pensamiento. Existen tanto revistas generalistas en cuanto a la variedad de ilustraciones, como específicas en determinadas actividades, fetiches o partes de la anatomía. Asimismo, también es relativamente frecuente la edición de revistas de contenidos de ámbito no sexual (ciencia, motor, política, ...) pero que incluyen secciones dentro de tal ámbito. En estos casos, son más frecuentes las representaciones puramente eróticas de desnudos. Las revistas para adultos se dirigen especialmente a los hombres, los cuales componen la amplia mayoría de consumidores de este material.
Playboy, Penthouse o Hustler son buenos ejemplos de publicaciones para adultos que han alcanzado una gran fama internacional.  

## Historia
La historia de las revistas pornográficas forma parte de la historia de las representaciones eróticas de la humanidad. A medida que las tecnologías de comunicación han evolucionado, cada nueva técnica, como la impresión, la fotografía, las imágenes animadas y los ordenadores, se han adaptado para mostrar y difundir este tipo de representaciones.
En 1880, se utilizó la impresión en medio tono para reproducir fotografías de forma económica por primera vez. La invención de esta técnica llevó a la pornografía y el erotismo hacia nuevas direcciones a comienzos del siglo XX. La nueva técnica de impresión hacía que las fotografías pudieran reproducirse fácilmente en blanco y negro, mientras que hasta entonces, los impresores se encontraban limitados a los grabados para las ilustraciones. Este fue el primer formato que permitió a la pornografía convertirse en un fenómeno de masas, haciéndolo más accesible y fácil de adquirir que cualquier otro método anterior.
Las nuevas revistas, que aparecieron en primer lugar en Francia, mostraban desnudos (a menudo, las actrices eran contratadas como modelos) y semidesnudos tanto en las portadas como en las páginas interiores. Aunque en la actualidad estas publicaciones entrarían dentro del término softcore, crearon un gran impacto en la época. Este tipo de publicaciones a menudo se enmascaraba como revistas artísticas o naturistas.
Otra forma de distribución de pornografía eran los libros de cómic, conocidos como Tijuana bibles, que comenzaron a aparecer en Estados Unidos en los años 1920, y que encontraron su nicho de mercado hasta la llegada de las revistas de adultos a color. Se trataba de sencillas escenas dibujadas a mano, a menudo usando personajes populares de dibujos animados o de la sociedad.
En los años 1940 se acuñó el término pin-up para describir las imágenes tomadas de revistas para adultos y calendarios y fijadas (pinned up, en inglés) en las paredes por los soldados estadounidenses en la Segunda Guerra Mundial. Durante los años 1940, las imágenes representaban principalmente las piernas femeninas, evolucionando en la siguiente década al énfasis sobre los pechos. Betty Grable y Marilyn Monroe fueron dos de las modelos pinup más populares de la época. En la segunda mitad del siglo XX, la aparición de las revistas eróticas se inicia con la aparición de publicaciones como Playboy y Modern Man. Rápidamente, la pornografía encontraría en este tipo de revistas el principal medio de distribución.
Sin embargo, ciertas barreras seguían sin transgredirse, y así, tan solo aparecían en las revistas mujeres desnudas o semidesnudas, en ocasiones simulando el acto de la masturbación, pero siempre sin mostrar los genitales o el vello púbico. En 1965 nació la revista Penthouse, que tomó un enfoque distinto y fue la primera revista en publicar imágenes donde se mostraba vello púbico y vistas frontales de mujeres desnudas, lo cual se consideró más allá de los límites del erotismo en la época. Hacia finales de los años 1960, las revistas comenzaron a publicar contenidos más explícitos, siendo tema habitual las fotografías de traseros, lo cual derivó en los años 1970 en el área púbica y, finalmente, en los años 1990, en escenas de penetración, homosexualidad, sexo en grupo y fetiches varios en las revistas más hardcore, como por ejemplo Hustler.